# Благодать (Алнаський район)
Благода́ть (рос. Благодать) — присілок (колишній виселок) у складі Алнаського району Удмуртії, Росія.

## Населення
Населення — 18 осіб (2010; 13 в 2002).
Національний склад станом на 2002 рік:
- удмурти — 46 %
- росіяни — 46 %

## Урбаноніми[3]
- вулиці — Голюшурминська, Камська, Лісова, Нова, Петропавлівська, Садова, Центральна